# Ait Ouikhalfen
Ait Ouikhalfen (franska: Ait Ouikhalfen (CR), Ait Ouikhalfen (Commune Rurale), arabiska: البرج) är en kommun i Marocko.   Den ligger i provinsen El Hajeb och regionen Fès-Meknès, i den nordöstra delen av landet, 110 km öster om huvudstaden Rabat. Antalet invånare är 4 303.